# 고야기정
고야기정(香焼町)은 나가사키현 니시소노기군의 옛 정이다. 1889년 4월 1일, 후카호리촌에서 분촌해 성립하였다. 2005년 1월 4일 시정촌 합병에 따라 나가사키시에 편입되어 자치단체로서는 소멸하였다. 편입 후에는 전 지역이 나가사키시 고야기정(香焼町)이 되었다. 조선소가 많이 위치해 있다.
고야기 지구(나가사키시청 고야기 지역센터[3] 관내)의 인구는 3,645명(2018년 2월 말 기준, 주민기본대장)이다.

## 지리
원래는 2개의 섬으로 이루어진 외딴 섬이었으나, 전후 조선 및 석탄 산업의 활동 등으로 해수면 매립이 진행되었고, 1960년대 후반 현의 임해 공업용지 매립으로 두 섬은 모두 나가사키시와 육지로 이어져 나가사키 반도와 연결되어 반도가 되었다.

## 역사
전쟁 전, 가와난 공업(조선업)과 안보 탄광으로 번영한 섬으로, 전쟁 중에는 일본군에 수송선을 대량으로 생산했다.
전후 가와난공업의 경영 악화로 마을(당시에는 마을)의 세수 부족으로 마을과 가와난 사이에 오랜 불화가 있었다.
이후 혁신계(일본공산당 단독 추천) 시장(사카이 맹이치로)이 오래도록 지지받은 혁신 자치단체로 전국적으로도 주목받았다.
1969년 해수면 매립에 재정적 지출을 한 나가사키현에 의해 육지와 이어진 나가사키시와의 합병 권고를 받았지만, 주민들 스스로 합병의 찬반 여부를 조사하고 주민의 판단으로 이 때는 합병을 보류했다.
그러나 헤이세이(平成) 대합병에서는 주변 마을과 함께 나가사키시와 합병 협의에 들어갔고, 합병을 추진한 당시 시장의 소환에 의한 해임 등 우여곡절을 거쳐 2005년 1월 4일 같은 니시호키군의 이오지마초, 다카시마초, 노모자키초, 미와초, 토우카이초와 함께 나가사키시에 편입되었다.
- 1889년 4월 1일 - 정촌제 시행에 의해 니시소노기군 후카호리촌이 성립하였다.
- 1898년 7월 1일 - 호리코시촌이 분립해 고야기촌이 성립하였다.
- 1961년 11월 3일 - 정으로 승격해 고야기정이 되었다.
- 2005년 1월 4일 - 나가사키시에 편입해 고야기정은 소멸하였다.